# Rio Suzuki
Rio Suzuki (鈴木 梨央 Suzuki Rio?,  Prefectura de Saitama, Japón, 10 de febrero de 2005) es una actriz, tarento y seiyū japonesa, afiliada a Jobbykids. Suzuki es conocida por su participación en series como Yae no Sakura, Ashita, Mama ga Inai, 37.5 °C no Namida y Asa ga Kita, entre otras. Su debut como seiyū se produjo en 2018, tras interpretar a Kanino en la película animada Modest Heroes. En 2019, Suzuki dio voz al personaje de Dororo en la serie de anime Dororo.

## Filmografía

### Televisión
- Kaeru no Ōjo-sama (Fuji TV, 2012) como Riko Minagawa
- Yae no Sakura (NHK, 2013) como Yae Yamamoto (joven)
- Woman (NTV, 2013) como Nozomi Aoyagi
- Kosuke Kindaichi vs. Akechi Kogoro (Fuji TV, 2014) como Tamao Masaki
- Yorozu Uranai Dokoro Onmyōya e Yōkoso (Fuji TV, 2013) como Yumika Satomi
- Kindaichi Kosuke vs. Akechi Kogoro Futatabi (Fuji TV, 2014) como Tamao Masaki
- Ashita, Mama ga Inai (NTV, 2014) como Maki
- White Lab: Keishichō Tokubetsu Kagaku Sōsahan (TBS, 2014) como Miyuki Hanamura
- Saikyo no Onna (MBS, 2014) como Mai Kirihara
- Oanchan, Gacha (NTV, 2015) como Miko Shizukuishi
- 37.5 °C no Namida (TBS, 2015) como Koharu Asahina
- Asa ga Kita (NHK, 2015) como Asa (joven) y Chiyo (joven)
- Never Let Me Go (TBS, 2016) como Kyoko Hoshina (joven)
- Zenryoku Shissō (NHK, 2018) como Nanami Isoyama

### Películas
- Himawari to Koinu no 7-kakan (2013, Shochiku)
- Eiga ST Aka to Shirō no Sōsa File (2015, Toho) como Dōjima Tsubaki
- Erased (2016, Warner Entertainment Japan) como Hinazuki Kayo
- Miracles of the Namiya General Store (2017) como Seri (joven)
- Kodomo Shokudō (2018)

### Doblaje
- World War Z (2013) como Lane Rachel
- The Little Prince (2015) como Niña[9]
- Logan (2017) como Laura / X-23 (Dafne Keen)

### Películas animadas
- Modest Heroes (2018) como Kanino

### Anime
- Dororo (2019) como Dororo